# ریچارد فیتز پاتریک
ریچارد فیتز پاتریک (انگلیسی: Richard FitzPatrick; ۲۴ ژانویهٔ ۱۷۴۸ – ۲۵ آوریل ۱۸۱۳) نظامی و سیاست‌مدار اهل پادشاهی بریتانیای کبیر بود.